# هنري داريكاو
هنري داريكاو (مواليد 30 أكتوبر 1950) هو مبارز بالسيف لبناني، مثّل بلاده في الألعاب الأولمبية الصيفية 1984.

## روابط رياضية
هنري داريكاو على موقع أوليمبيديا (الإنجليزية)